# Iglesia de San Juan Evangelista (Santibáñez de Valcorba)
La iglesia de San Juan Evangelista o San Juan Apóstol es la iglesia parroquial de Santibáñez de Valcorba, provincia de Valladolid, España. 

## Historia
Su construcción original puede fecharse a caballo entre los siglos XII y XIII. De ese momento todavía se conservan algunos restos constructivos que apuntan un estilo claramente mudéjar, también llamado románico del ladrillo. La Iglesia está resguardada en su lado norte por el castillo o Casa Fuerte de Santibáñez de Valcorba , hoy desaparecido, y en su lado sur por el arroyo Valcorba. Es la iglesia más antigua de la comarca y una de las más antiguas de la provincia. Por su modo constructivo y cercanía puede encuadrarse dentro del tipo de arquitectura mudéjar de Cuéllar.
Su construcción sirvió para la consolidación de la frontera norte de los territorios de la comunidad de villa y tierra de Cuellar. Al mismo tiempo de la fábrica de la parroquia, empezó una actividad constructiva inusitada en la zona favorecida por la familia Ansúrez. A cuatro kilómetros la construcción de la abadía de Santa Mª de Retuerta (1146) y dentro del sexmo del Valcorba la construcción de Santa Mª de la Armedilla. Santibáñez, cabeza del sexmo, era la única población suficientemente relevante donde abastecerse. Los alarifes mudéjares que coinciden el año 1148 en la construcción del monasterio de Santa Mª de Retuerta y que residían en Cuéllar pudieran ser responsables o coordinadores de la construcción de esta iglesia de San Juan. Se trata de un grupo de cinco personas, Mahomad Dentudo, Mohamed, Galve, Yuçafe y Zalema.
En un principio era una iglesia rústica románica con una sola nave a la que se entraba por un pórtico que abarca todo el lado sur (hecho de arcos de ladrillos sostenidos por columnas de piedra) y rematada por una bella torre de espadaña. En el siglo XV desapareció este pórtico y en su lugar se construyó una contranave de estilo gótico, con unas columnas inmensas y arcos de medio punto, para poder acoger a más personas. Esta ampliación fue patrocinada por Beltran de la Cueva, primer duque de Alburquerque. En el siglo XVII se sustituyó la torre de espadaña, quizá con piedras del castillo, por un voluminoso y alto campanario de 20 metros de altura por 10 metros de diámetro, con aires y formas de fortaleza. Al tiempo que en su ala norte dejaban, y aún queda una puerta gótico-mudéjar, como testigo de su unión y comunicación con el castillo. Esta puerta está cegada y semienterrada aunque se aprecia la mitad superior formada por un arco apuntado de triple arquivolta en ladrillo inscrito en un alfiz también de ladrillo. Esta pared norte era el antiguo juego pelota, hasta la construcción del actual.

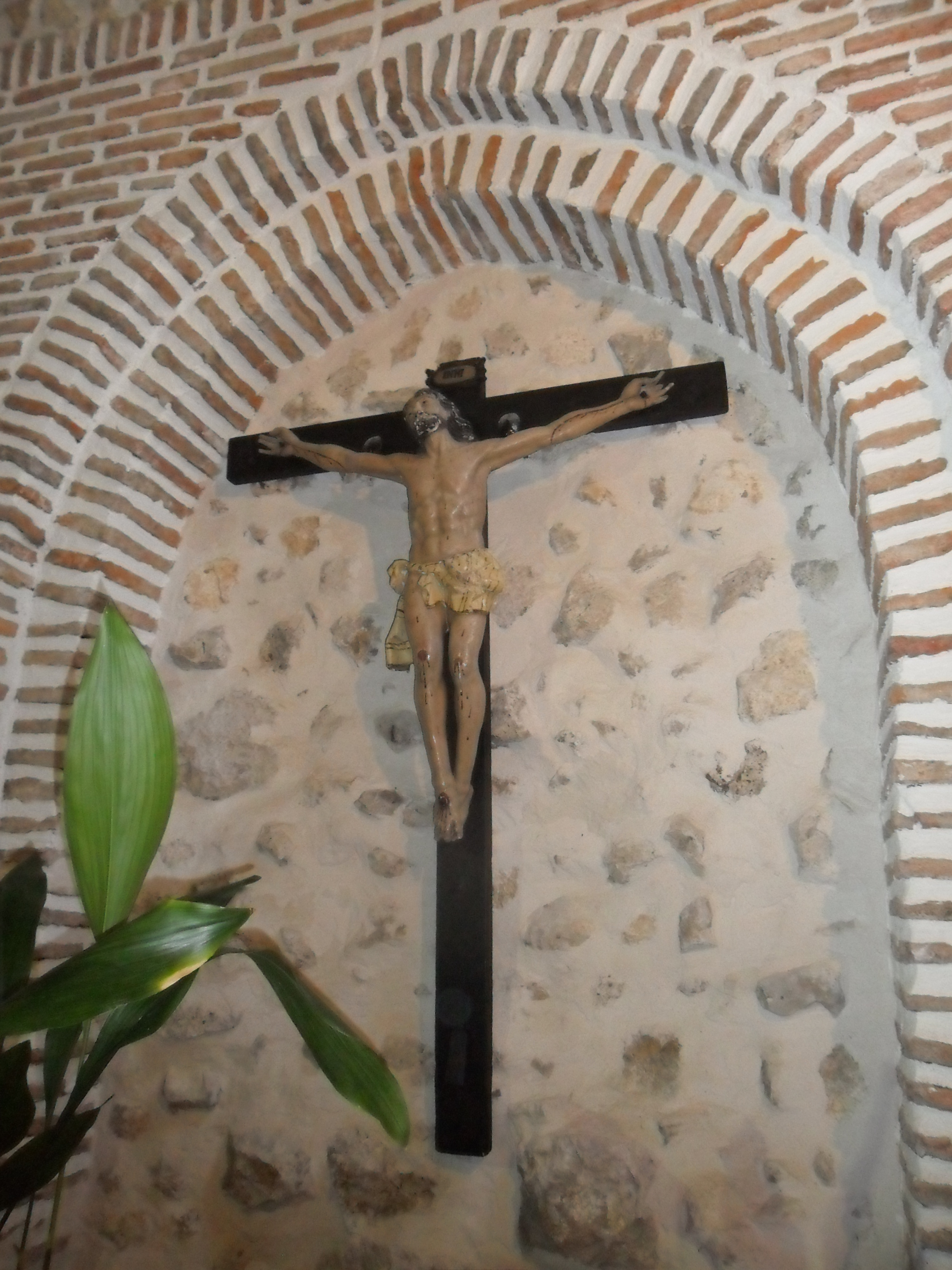
Santísimo Cristo de los afligidos. 1567

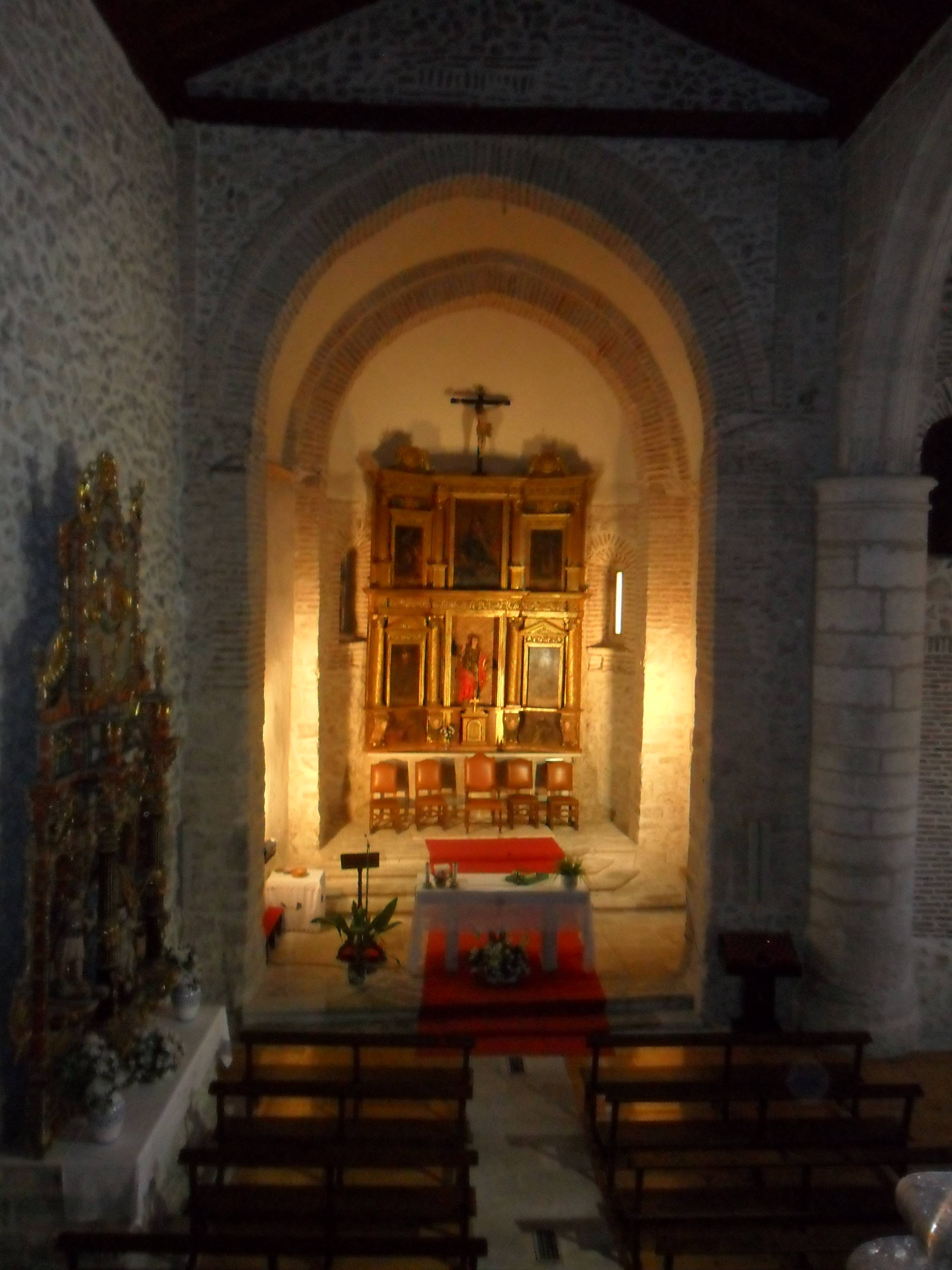
El ábside, desde el coro

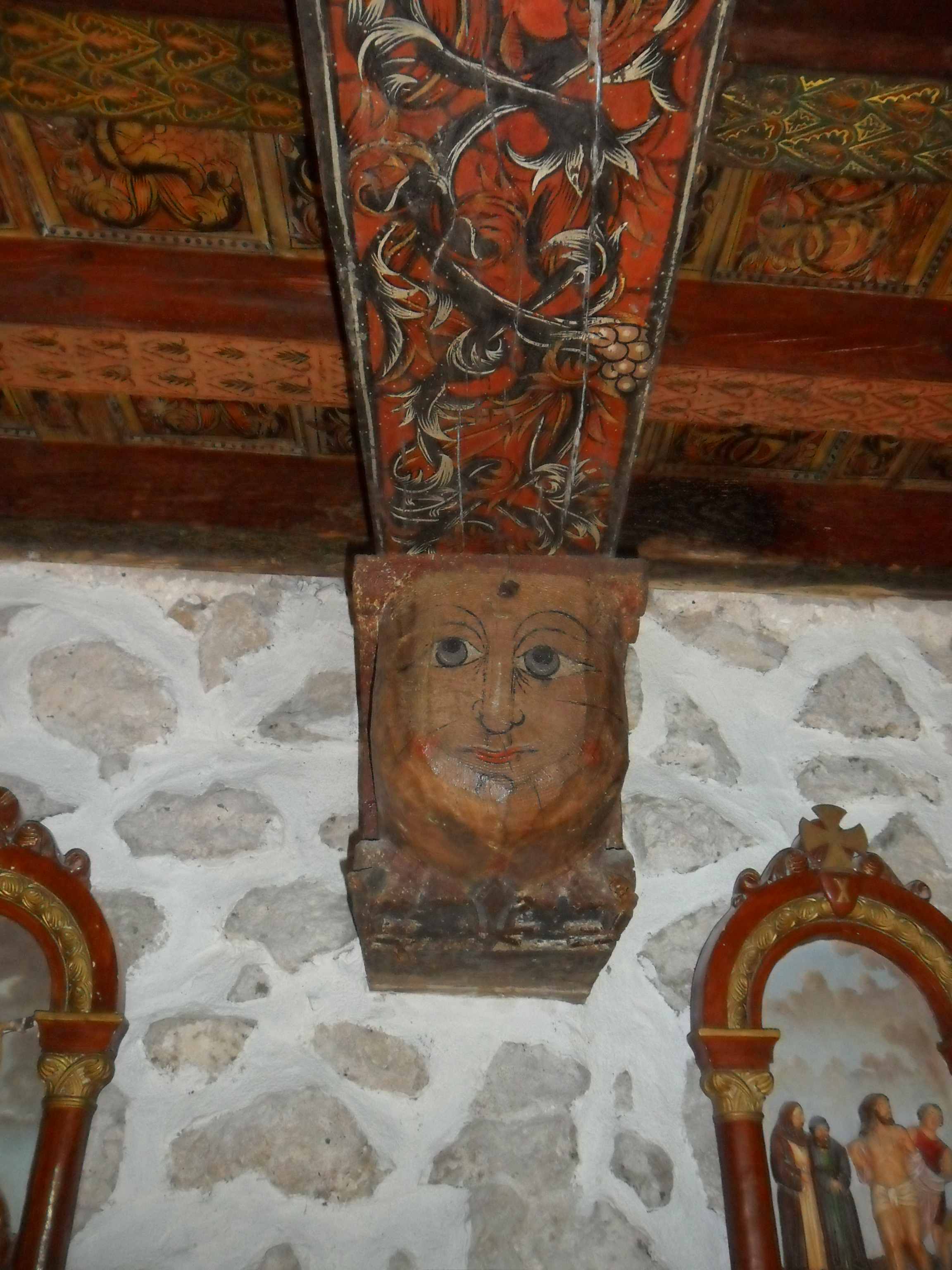
Alfarje del bajocoro, Mudéjar. Siglo XIV

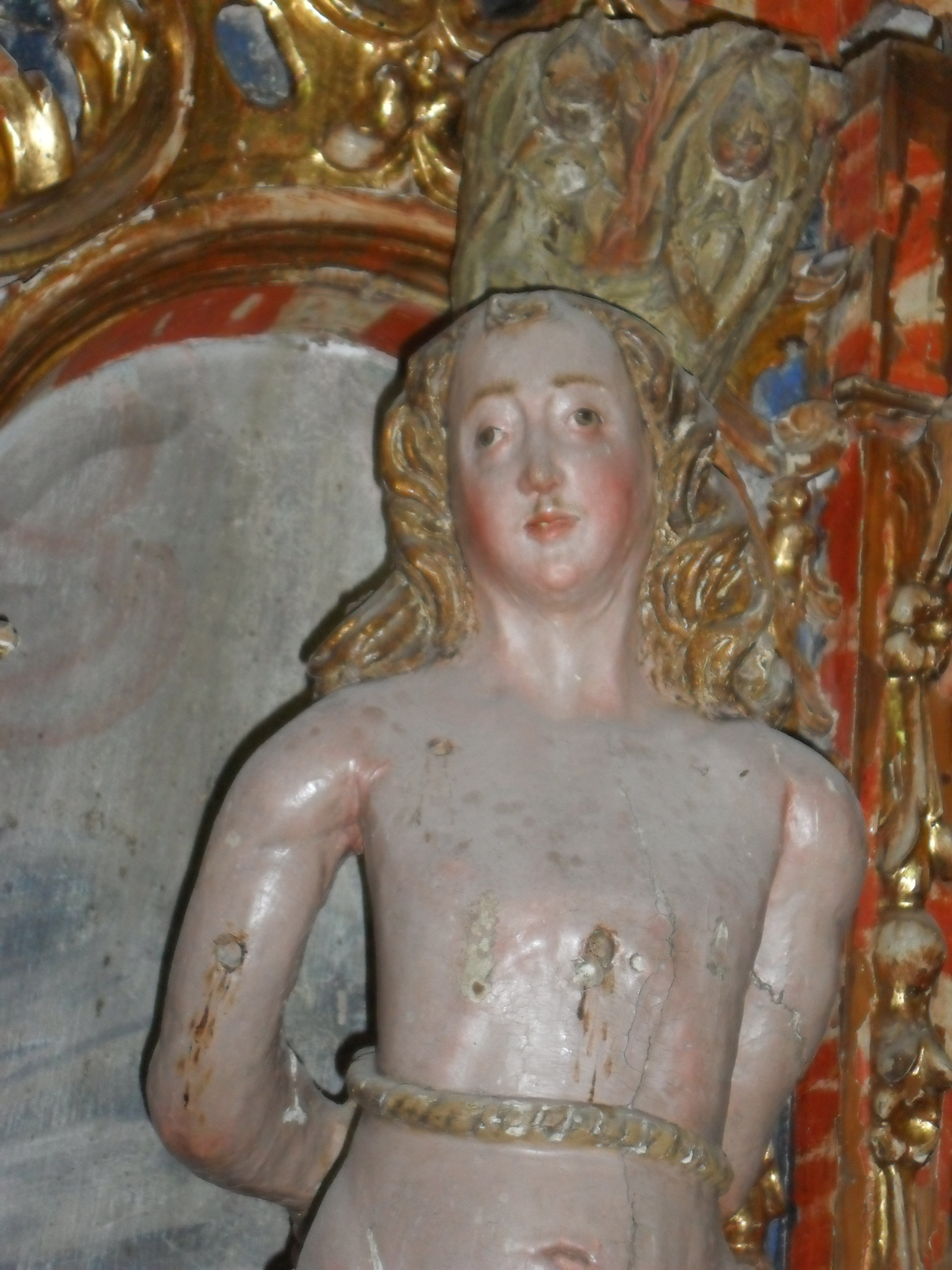
San Sebastián. Siglo XIV

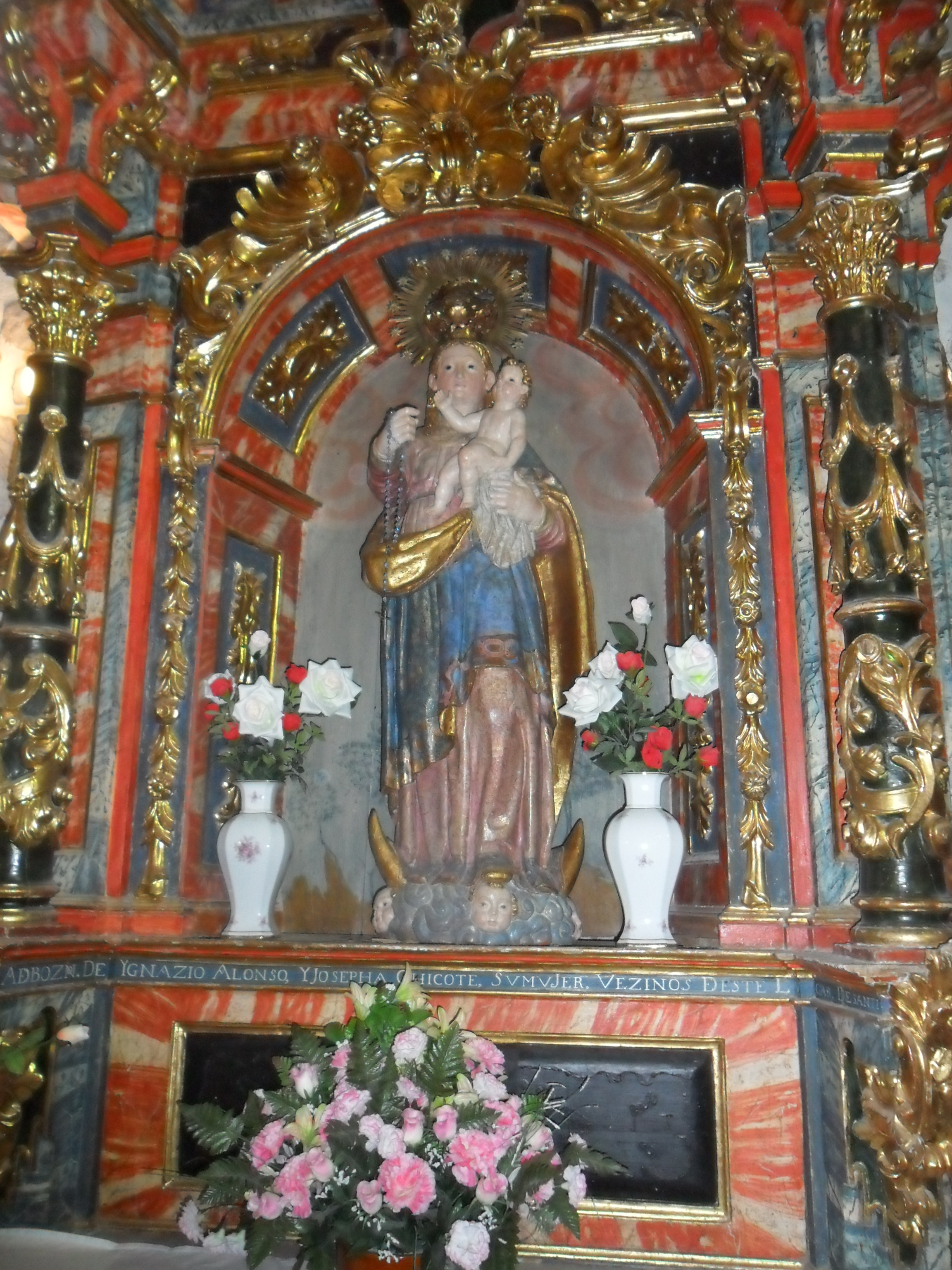
N.ª S.ª del Rosario. Siglo XV

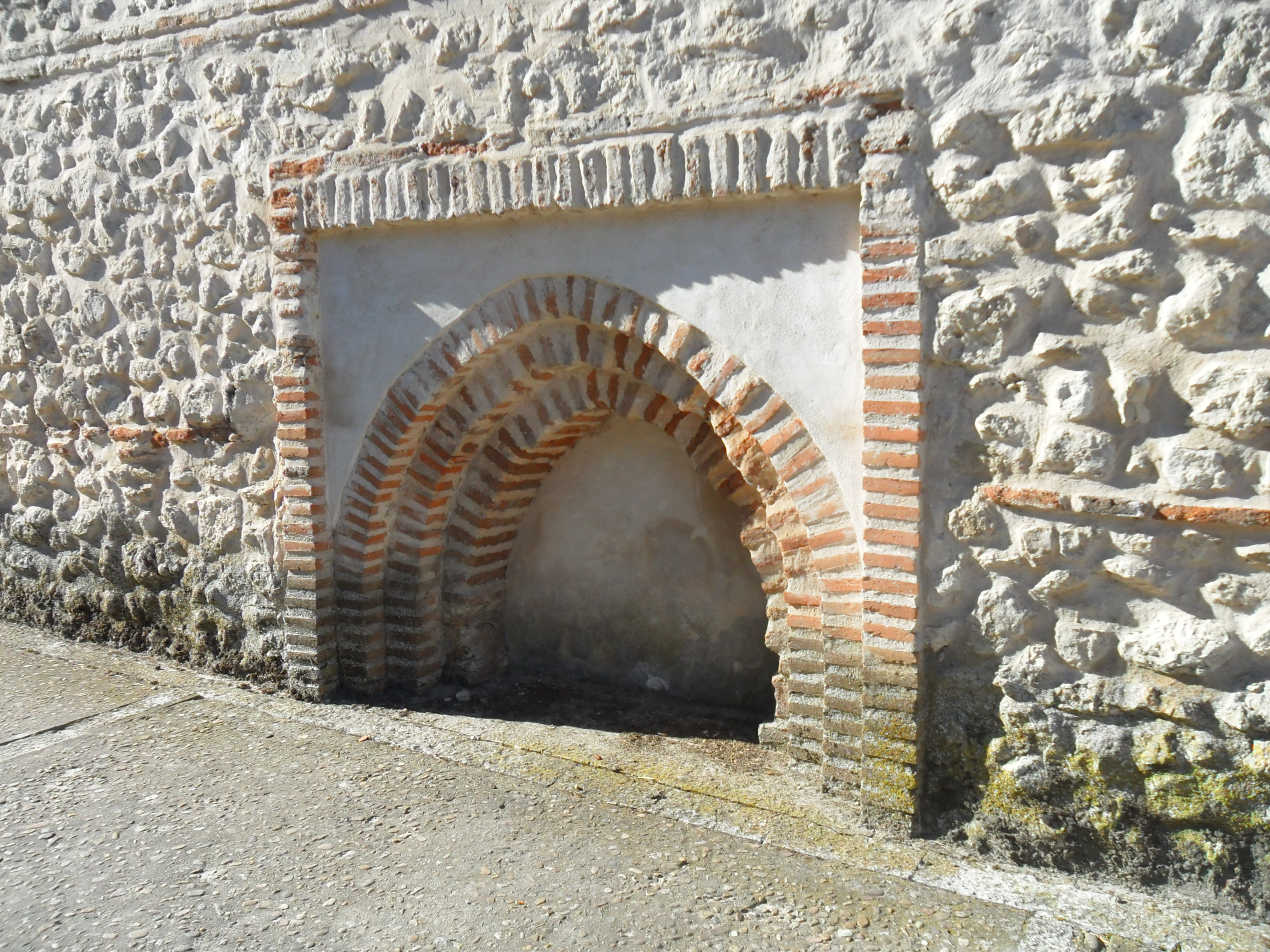
Puerta de acceso desde el castillo

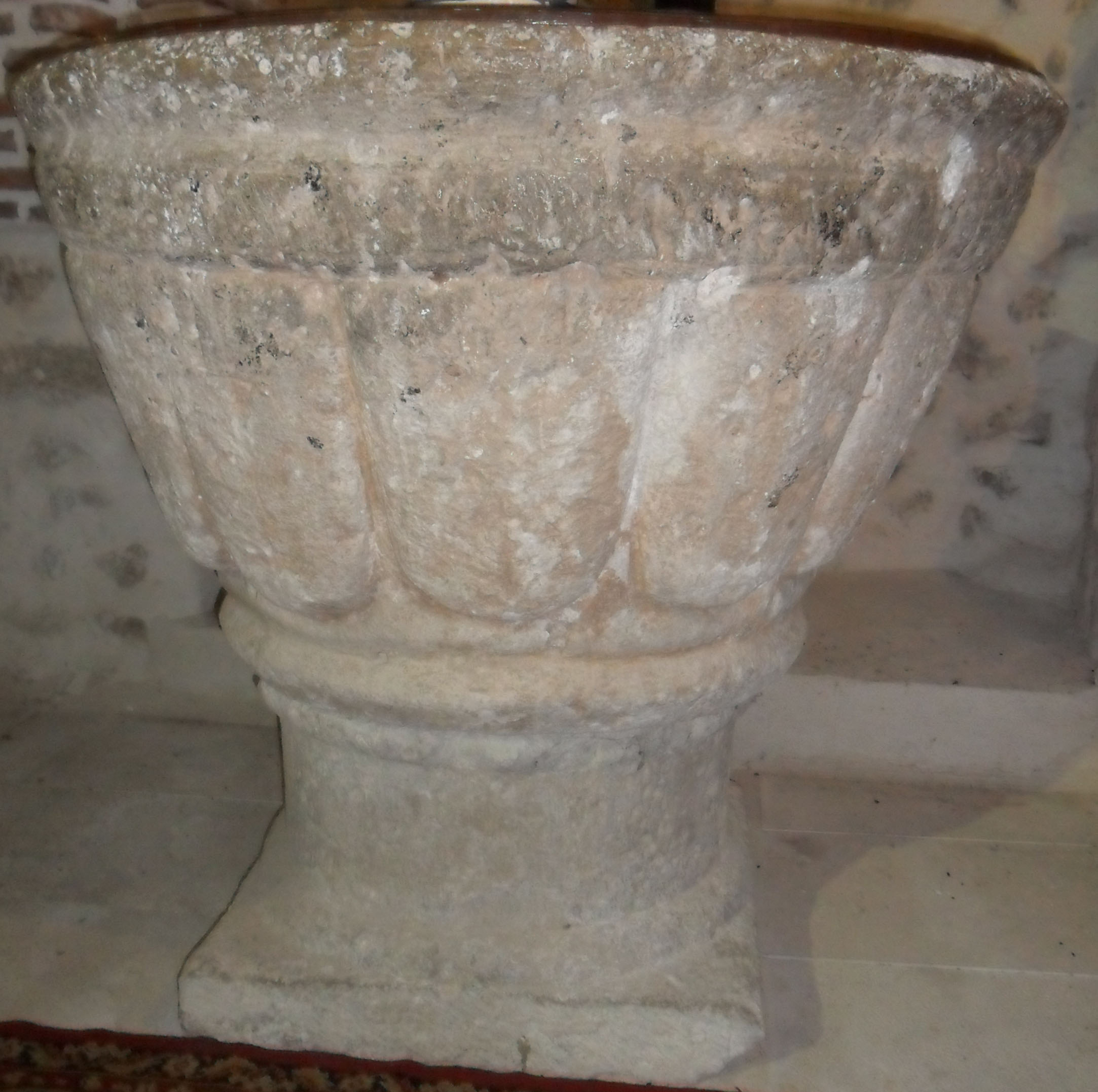
Pila Bautismal Medieval

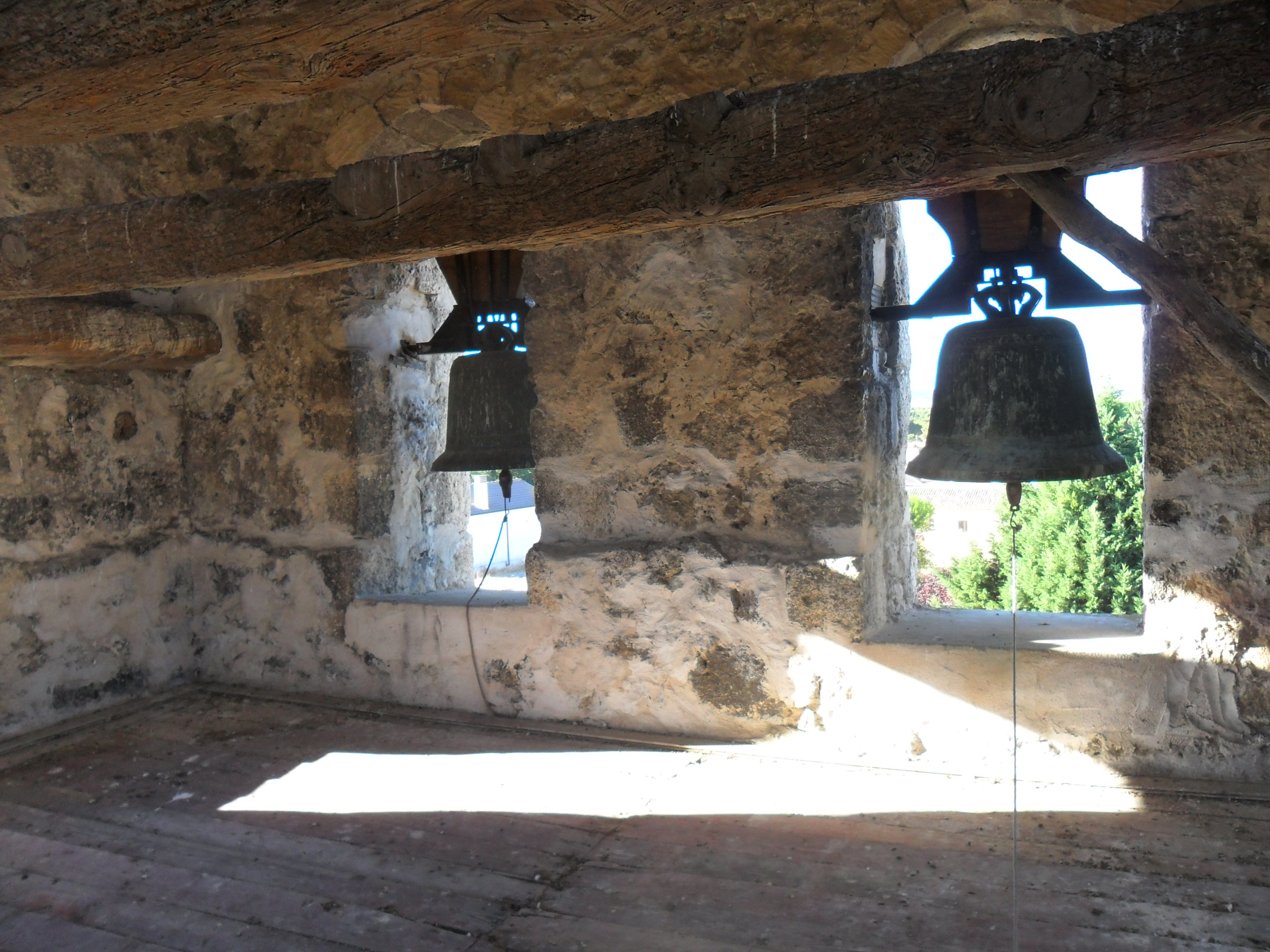
Campanas de San Juan y Castellana

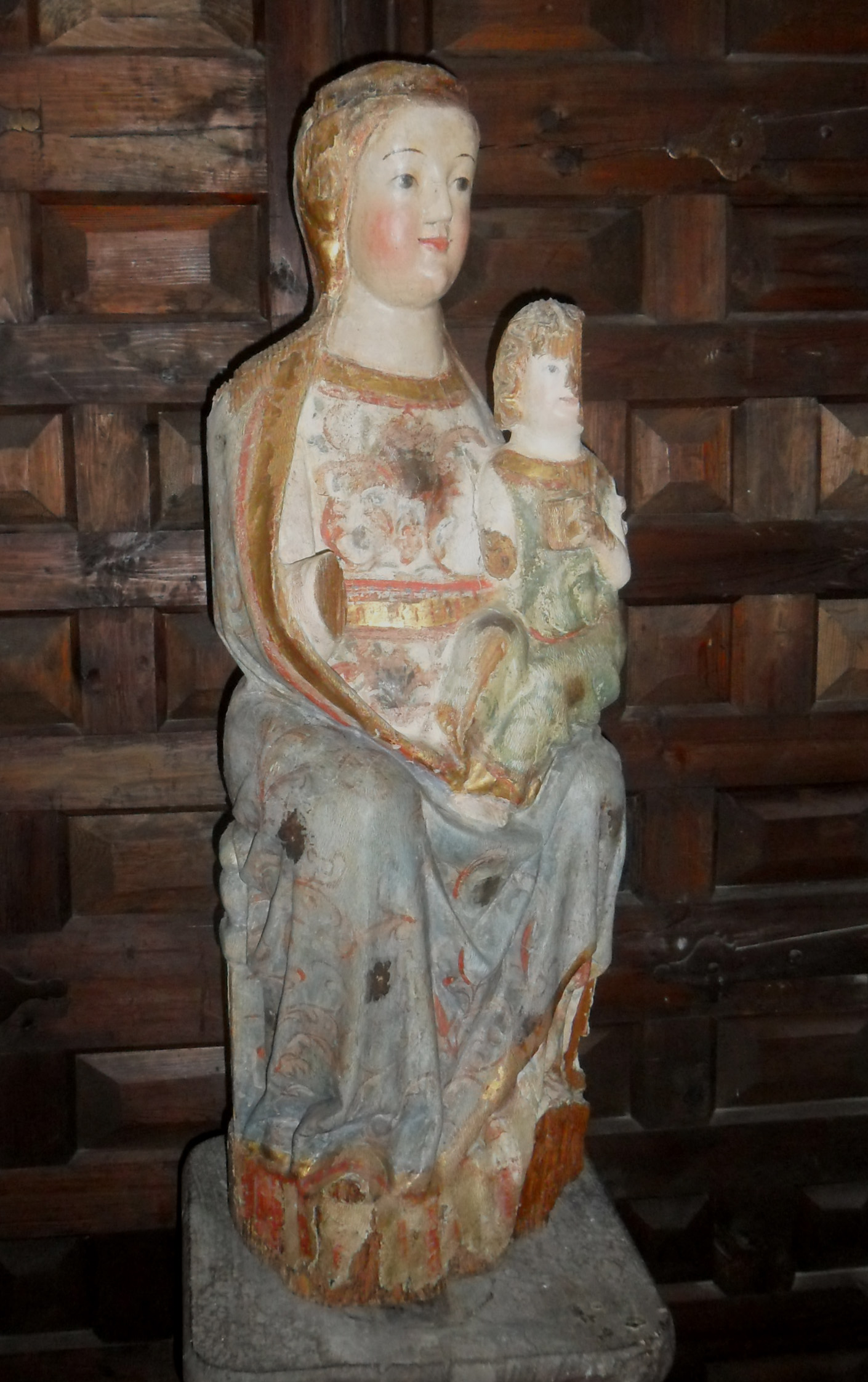
N.ª S.ª de San Juan 1300

El ábside es de planta semicircular y está ejecutado a base de franjas de mampostería separadas por verdugadas. Se abren en él tres ventanas de aspillera de arco doblado realizado en ladrillo. A media altura de estas ventanas recorre todo el tambor una tira ornamental formada por dos hiladas de ladrillo entre las que se dibuja un zigzag con ese mismo material.
La parroquia tuvo su importancia en la Edad Media por ser la población más importante de la zona, ser frontera norte de la comunidad de villa y tierra de Cuellar y estar completamente rodeada de instituciones monásticas en pocas leguas (Retuerta, Armedilla, Aldealbar, La Oreja, San Bernardo, Priorato de Duero, Villacreces). Probablemente tuvo mucha actividad comercial conectada con esta localización estratégica que explicaría los nombres de las calles: Platerías, de la Posada, etc. El monasterio más importante de la comunidad de villa y Tierra era el de la Armedilla y los duques de Alburquerque siempre hacían una peregrinación durante Semana Santa en el palacio anexo al Monasterio.
Como en otras localidades, el concejo aldeano de alcalde, regidores y pecheros con derecho a voto, tanto para temas de la aldea, como del sexmo del Valcorba de la Comunidad de Villa y Tierra de Cuéllar, se reunían a la portada de este templo a toque de campana «a campana tañida en segundas» para las reuniones de aquello que se debía elevar al concejo de la Villa o tratar con el duque.
El conjunto es un magnífico resumen de la tradición constructiva, decorativa y sacra de la mayoría de los mejores artesanos que trabajaron en la Comunidad de Villa y Tierra de Cuellar entre los siglos XIII a XVIII.

## Alfarje

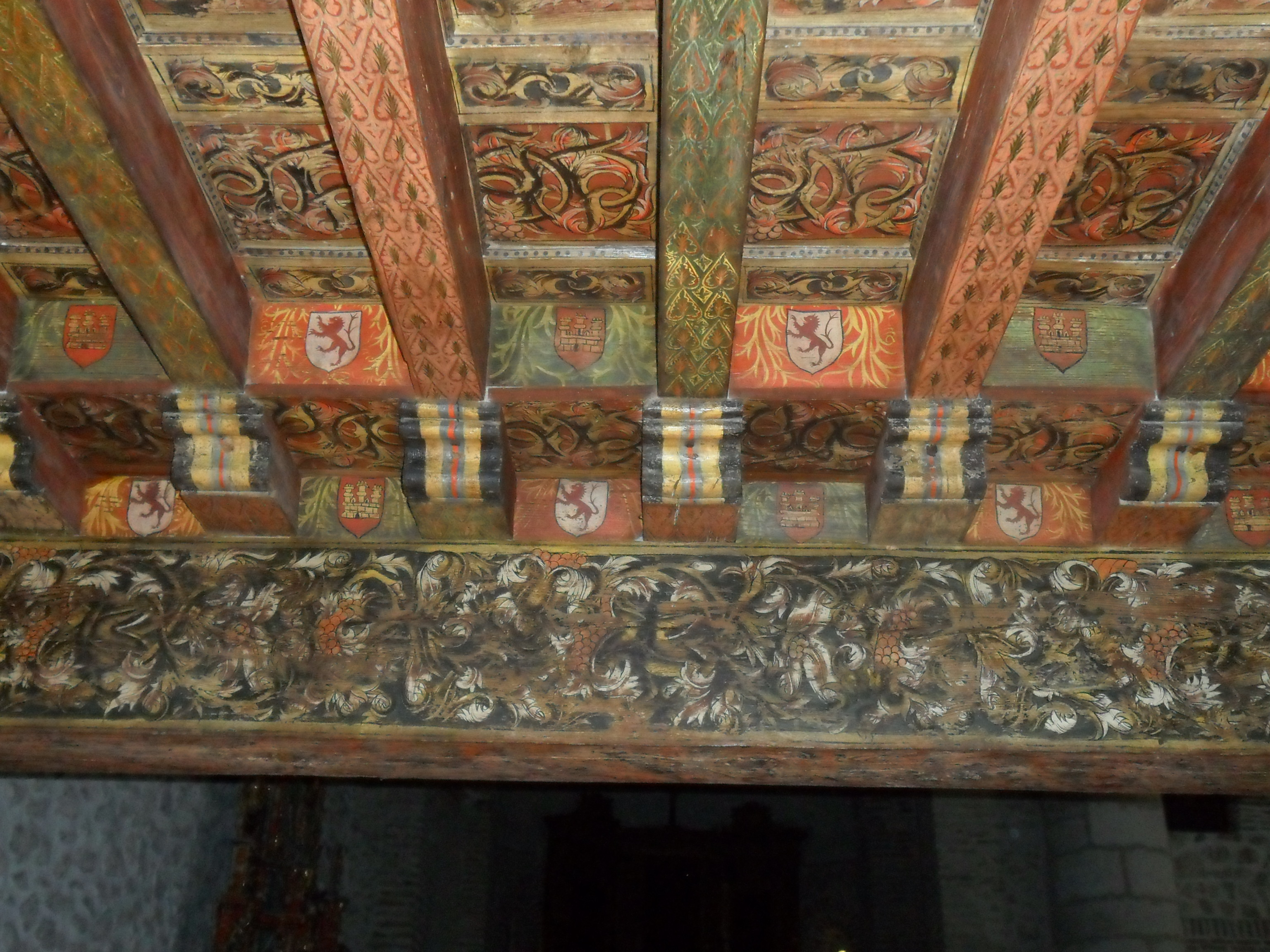
Alfarje Mudéjar

Del primitivo artesonado mudéjar, solo queda el armazón ya que se cambió con la ampliación del siglo XVI y está restaurado. A los pies del coro está la parte decorativa más llamativa de este templo, el artesonado o alfarje. Un alfarje es un techo («al-farj»: techo sobre el que se puede pisar) de madera horizontal y entrelazada que, en ocasiones, se labra y se pinta adicionalmente, como en este caso, con una policromía al huevo de temas heráldicos, con leones y castillos, temas vegetales y una destacable riqueza cromática. 
Las zapatas están decoradas con rostros bastante expresivos, características de cada artesano. La estructura del alfarje se realiza a través de una serie de vigas maestras denominadas jácenas, aquí decoradas con escudos. Sobre la jácena, cruzadas perpendicularmente, un segundo orden de vigas denominadas jaldetas aparecen decoradas con motivos vegetales o ataurique. Destaca en la composición vegetal, por su repetición, los sarmientos, hojas de parra y racimos de uvas. La datación podría coincidir con finales del siglo XIV e inicio del siglo XV y su variedad cromática y rasgos estilísticos lo incluyen dentro del estilo Mudéjar.
Los alfarjes son escasos dentro de la provincia, siendo similar al de la iglesia de Santa María en Curiel de Duero y especialmente al del artesonado policromado del Cuarto Principal de la segunda planta del palacio de Pedro I el Cruel en Cuellar y del coro de la iglesia de Dehesa de Cuéllar siendo probablemente de los mismos autores ya que era común trabajar dentro de la comunidad. Podrían tener alguna conexión con las pinturas del bajocoro de Santa Juliana en Villarmentero de Esgueva.

## Retablos
- Retablo Mayor

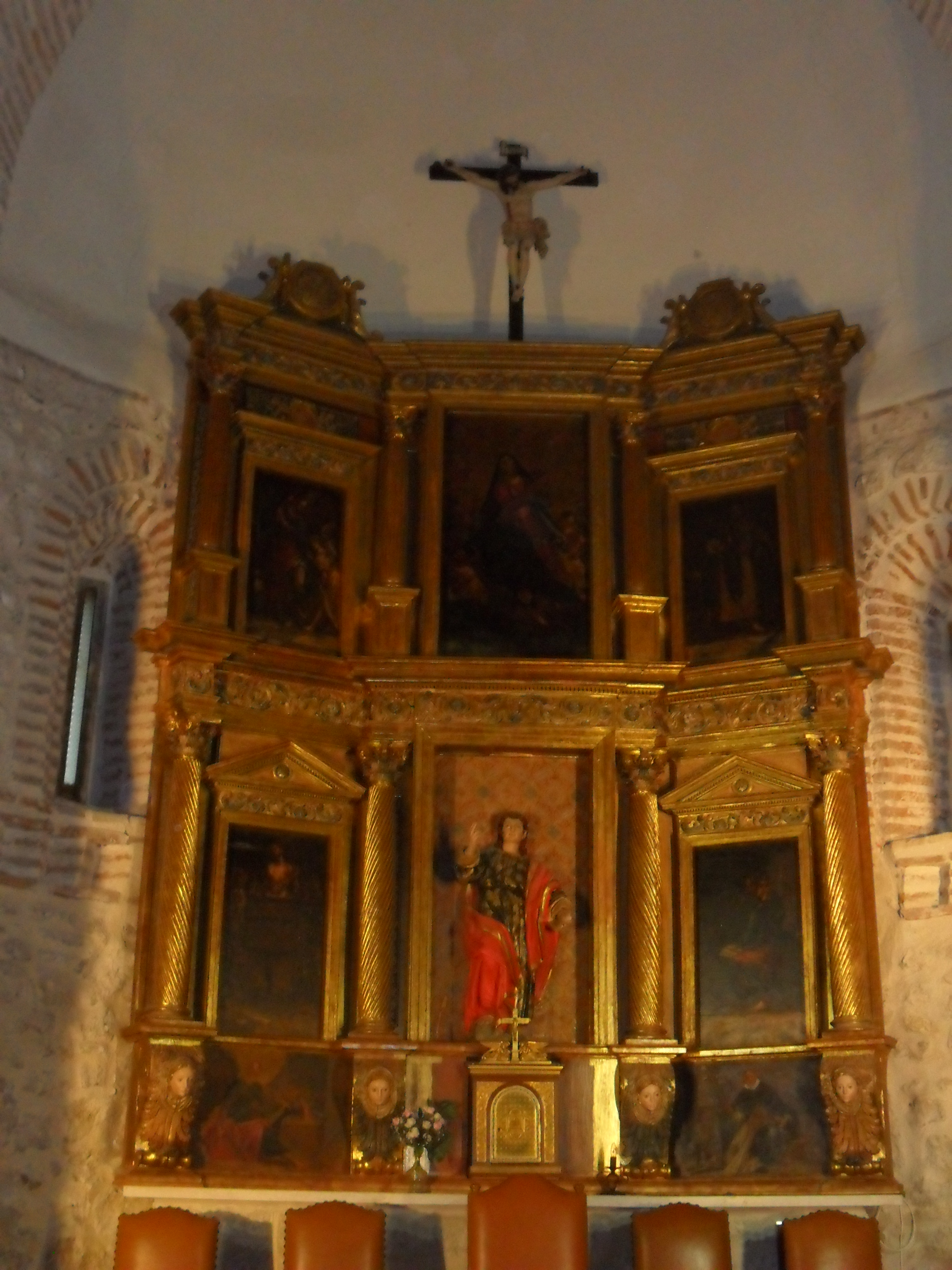
Retablo Mayor

Retablo Mayor: Renacentista (siglo XVI). Dedicado a San Juan Evangelista, patrón del municipio con pinturas de los Santos Padres de la Iglesia, de la vida de San Juan Evangelista y de la Asunción de la Virgen (siglo XVII). Dos esculturas, de un Cristo (siglo XVI) y otra de San Juan Evangelista joven. Falta el sagrario que está en el Museo Metropolitano y Catedralicio de Valladolid. Los lienzos del retablo son de Alonso de Herrera y reflejan plenamente su reorientación naturalista, sin perder del todo sus resabios manieristas. Su interés radica en que fueron los últimos trabajos conocidos del pintor segoviano. El autor del retablo fue Pedro de Bolduque como autor de las tallas y Roque Muñoz, su discípulo, como montador. Bolduque era vecino de Cuéllar en ese periodo. El estofado y dorado lo realizó el pintor tardomanierista segoviano Juan del Río.
- S.ª Familia

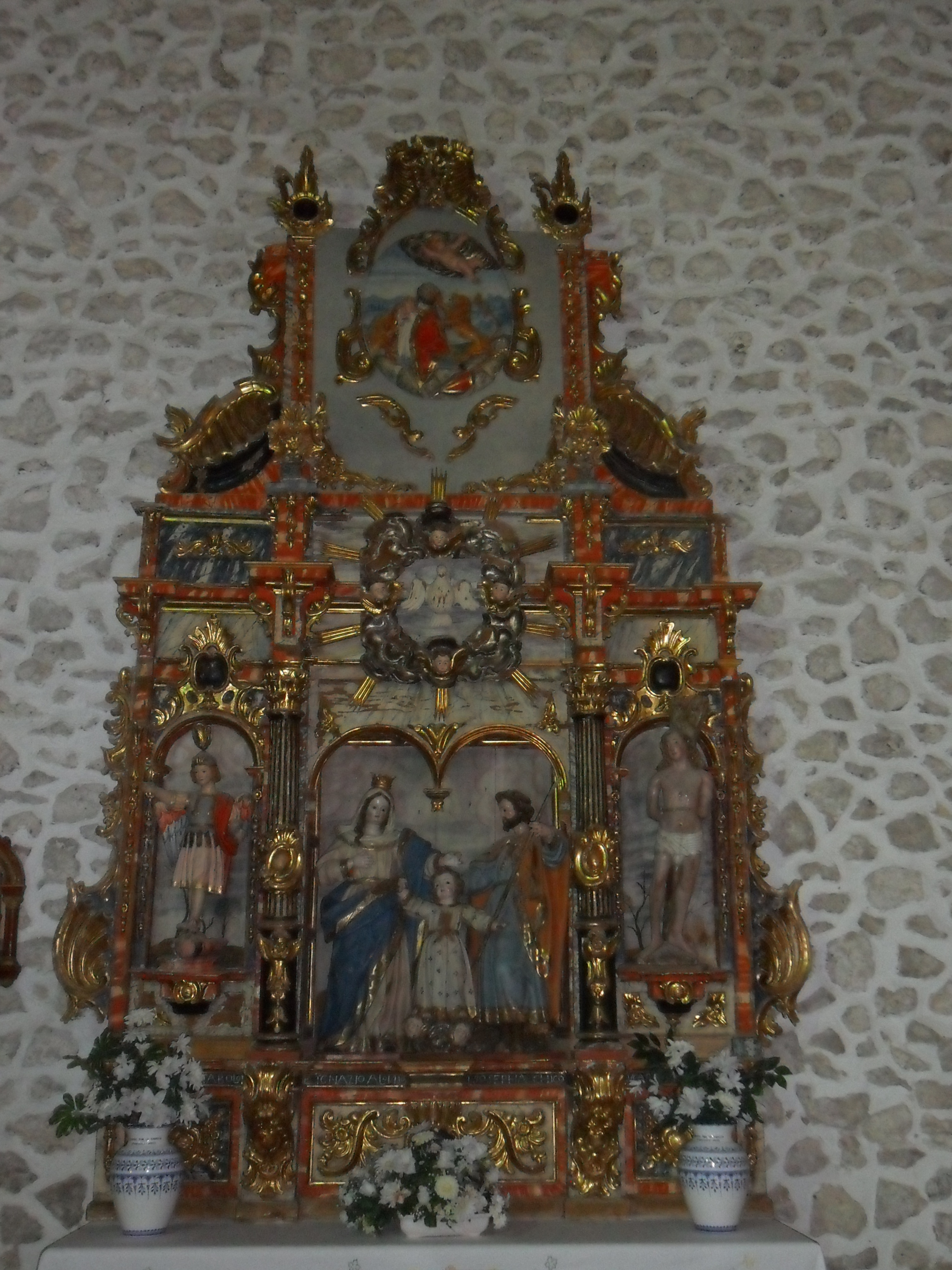
S.ª Familia

Retablo de la Sagrada Familia: (Evangelio) Rococó (siglo XVIII). Presidido por las esculturas de la Sagrada Familia (siglo XVIII), de san Miguel (siglo XVI) y de san Sebastián (gótico). Este san Sebastián, es anterior a la construcción del retablo y una de las imágenes más antiguas de la Iglesia. Aunque suele pasar desapercibida, posee una gran expresividad.
- Del Rosario

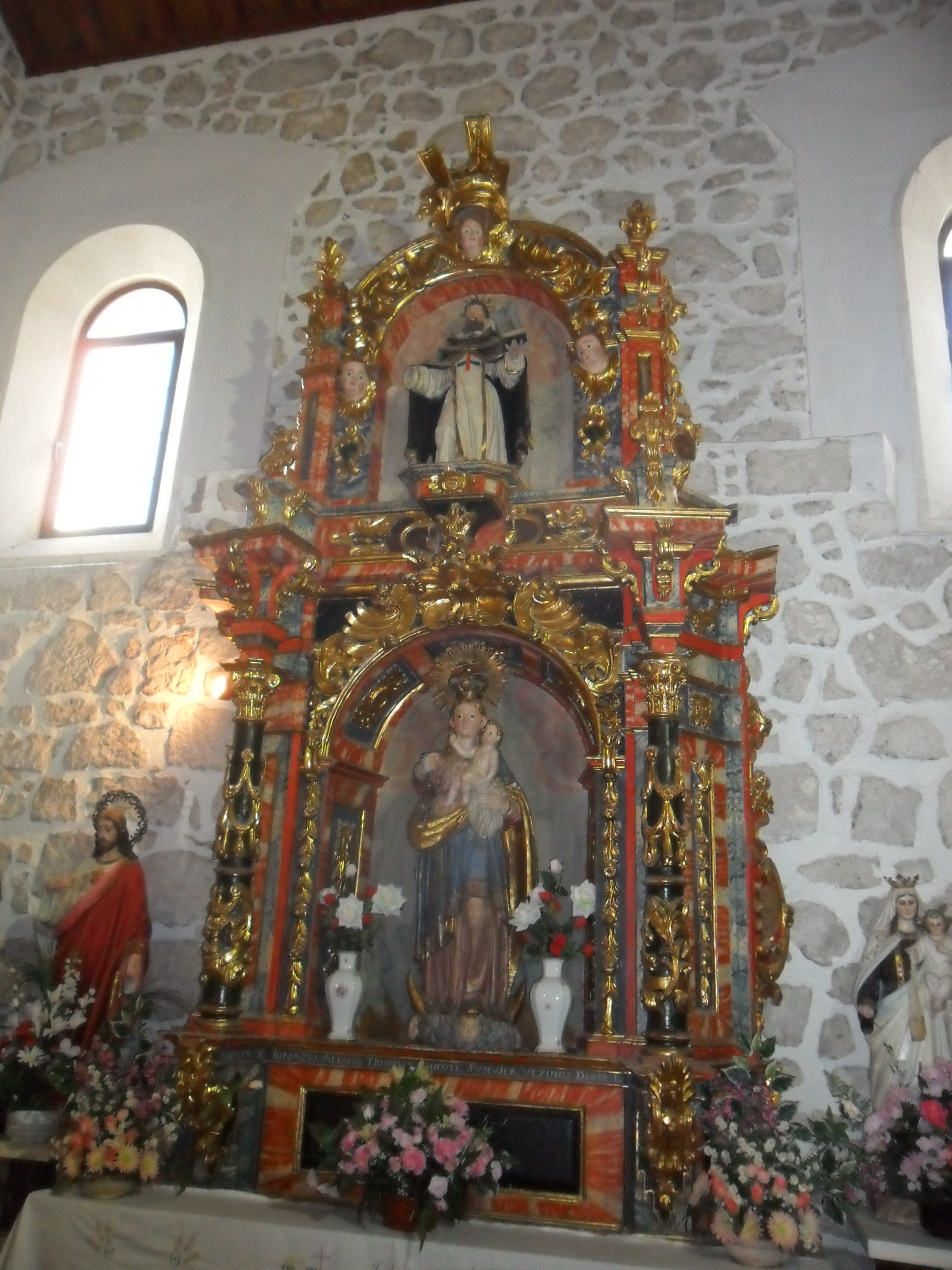
Del Rosario

Retablo del Rosario: (Epístola) Barroco (siglo XVIII). Presidido por la Virgen del Rosario, patrona de la localidad. El retablo consta de una imagen de san Juan de Mata, el fundador de los Trinitarios y una cruz de los Trinitarios con los brazos rojo y azul. Sólo existen retablos Trinitarios en Sanchonuño y un retablo hermano de la Virgen del Rosario en Chañe (ambos en Segovia). La advocación de la Virgen del Rosario puede haber sido introducida por los Trinitarios de Cuellar. Desgraciadamente los importantísimos archivos del convento de la Santísima Trinidad de Cuellar fueron destruidos durante la invasión francesa. Este retablo fue mandado hacer por don Ignacio Alonso y su esposa Josefa Chicote vecinos de Santibáñez en 1757 como reza una inscripción.

## Tallas
- Nuestra Señora de San Juan: Hermosa talla del 1300[16][17] que junto con las tallas románicas de Ntra. Sra. de la Armedilla de Cogeces y la templaria Virgen de la Batallas de Aldealbar componen las vírgenes medievales más antiguas de esta parte de la ribera del Duero. Era la antigua titular de la parroquia y procesionaría el 27 de diciembre el día de San Juan Apóstol ya que normalmente las fiestas de los pueblos medievales son en invierno. Existe numerosa documentación de la cofradía de N.ª S.ª de San Juan en los archivos municipales siendo la referencia más antigua en 1494.[14] Actualmente se encuentra en el Museo Diocesano y Catedralicio de Valladolid, con el número 108, en la capilla de Santo Tomás.[16] Ha sido restaurada en febrero del 2001[17] y sabemos que pudiera pertenecer al mismo imaginero de la Virgen de Viloria del Henar[16] y la Virgen de Collado, en la comarca de la Vera, de Cáceres por la morfología de los pliegues del manto y diversos detalles.[18]

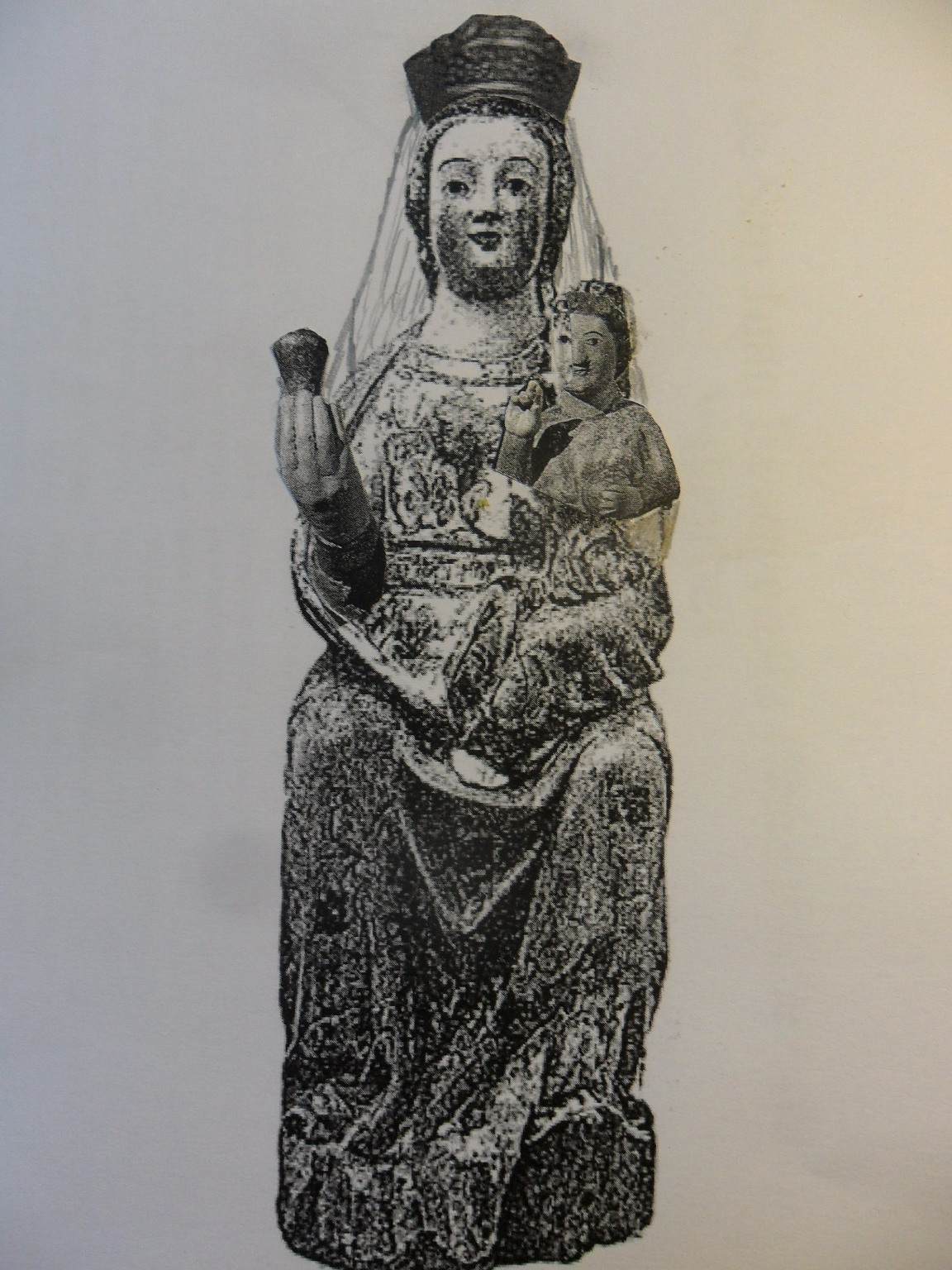
N.ª S.ª de San Juan

- Santo Cristo de los afligidos: Talla de 1567 de Martín de Alderete[14] mandada hacer por la cofradía de la Vera Cruz para la Ermita del Humilladero. La obra se contrató la víspera de reyes, el 5 de enero de 1567, en Valladolid. Martín Alderete debía realizar un crucifijo “de talla e pintura” para la cofradía de la Vera Cruz, “de una vara de alto” y cuya función sería “yr en la proçisión”. El plazo límite para entregar la obra sería el “domingo de Lázaro”, domingo anterior al Domingo de Ramos.[14] Actualmente está encima de la pila bautismal.
- Nuestra Señora del Rosario: Patrona de la localidad. Talla policromada, de estilo gótico renacentista (siglo XV) acompañada por el Niño y que ha sido restaurada hace unos años para dejarla con su sabor primitivo, sin llegar a devolverla sus ojos originales de madera, que en el siglo XVIII se sustituyeron por unos ojos de cristal, según el estilo de la época.[7] Es la actual patrona de la localidad. Procesiona el último domingo de agosto.
- San Juan apóstol: siglo XVI, retablo mayor. Representado con el dedo índice alzado indicando a la Madre de Jesús el camino del Calvario, «Hasta que San Juan baje el dedo». Su autor fue Pedro de Bolduque[13] y es exacto al San Juan del Calvario en la iglesia de Santa María de la Cuesta de Cuéllar. Sería del mismo periodo del San Sebastián y virgen del Rosario de Cogeces del Monte y Bahabón a los que se asemeja por su característico rostro cuadrado.
- San Sebastián: Talla gótica del siglo XIV. Su rostro alargado y de forma cóncava, al estilo gótico hispano-flamenco, evoca los talleres del Maestro de san Pablo de la Moraleja. Entre 1348 y 1350 la peste negra asoló Castilla. En aquellas poblaciones con cierto poder adquisitivo se levantaron ermitas y altares en honor de San Sebastián, que era protector -junto a San Roque, aunque este algo posterior- de la pestilencia. El santo había muerto atravesado por las flechas y las gentes que morían por la peste parecían ser abatidas por las flechas de la ira de Dios.[19] Esta talla podría venir de la ermita del humilladero sustituyéndose en el siglo XVI por el Cristo de los afligidos.

## Sagrario
Sagrario policromado gótico flamígero de clara influencia de la escuela gótico toledana de Hanequin de Bruselas. Este arquitecto trabajó en Cuéllar y su hijo Hanequin Egas de Cuéllar continuó sus trabajos en la Comunidad de Villa y Tierra.

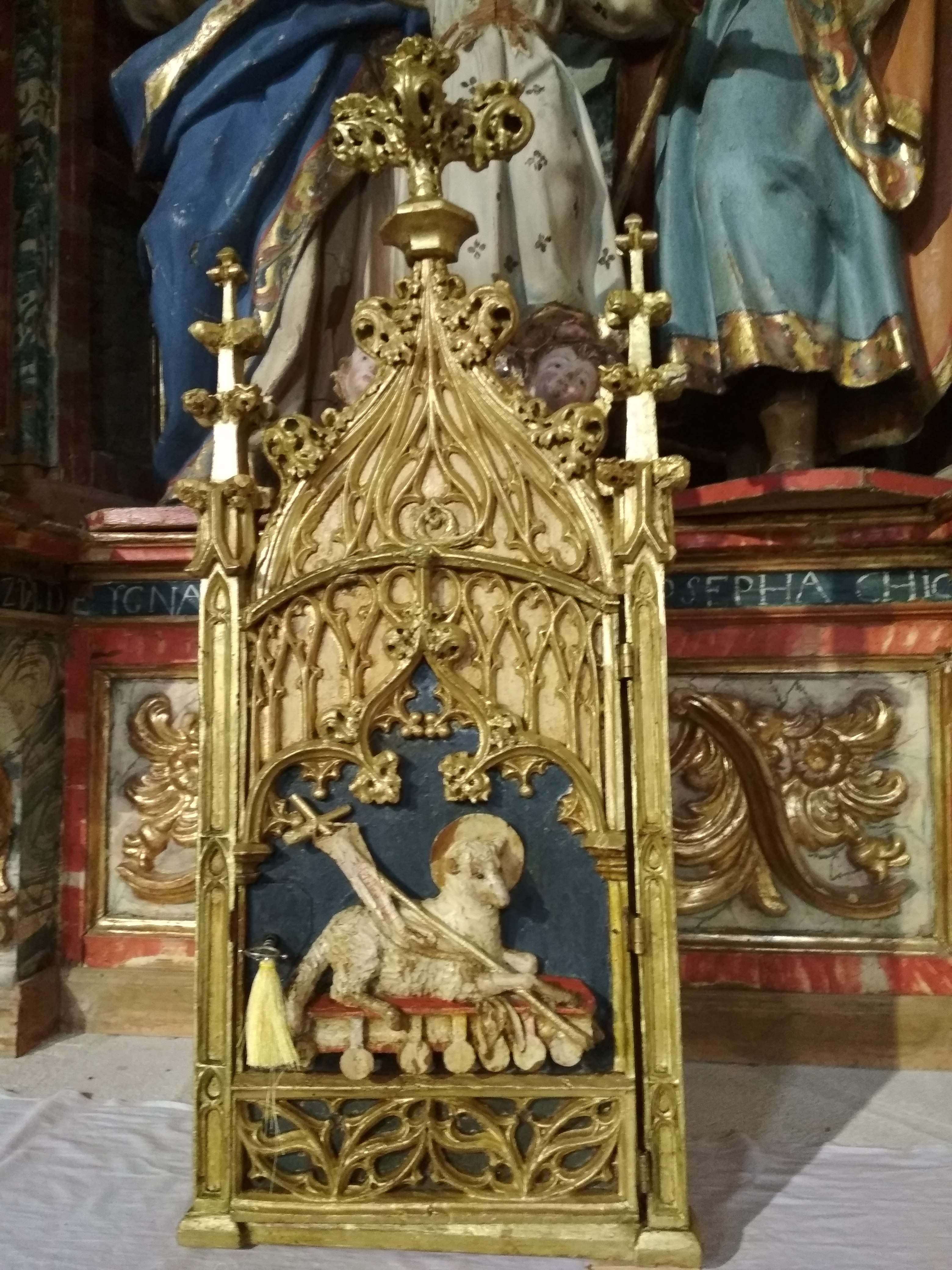
Custodia

Dedicado a San Juan Evangelista representado como Cordero de Dios (en latín, Agnus Dei) título para Jesús que aparece en el Evangelio de Juan. Representa al Cordero acostado sobre el libro cerrado con siete sellos, nimbado con la cruz, y ostentando la bandera de la Resurrección. Este libro aparece a veces mencionado en el Antiguo Testamento como el que contiene el nombre de los vivos y del que son borrados los muertos. La rotura de los siete sellos origina el Apocalipsis.
Pieza de extrema belleza por la delicadeza de la talla. Los pináculos góticos muy elaborados nos habla de una pieza de exquisita factura.

## Mobiliario
- Sacristía: Cajonera maciza de nogal de estilo renacentista (siglo XVI) labrada con hendiduras hechas a navaja.[22][23]

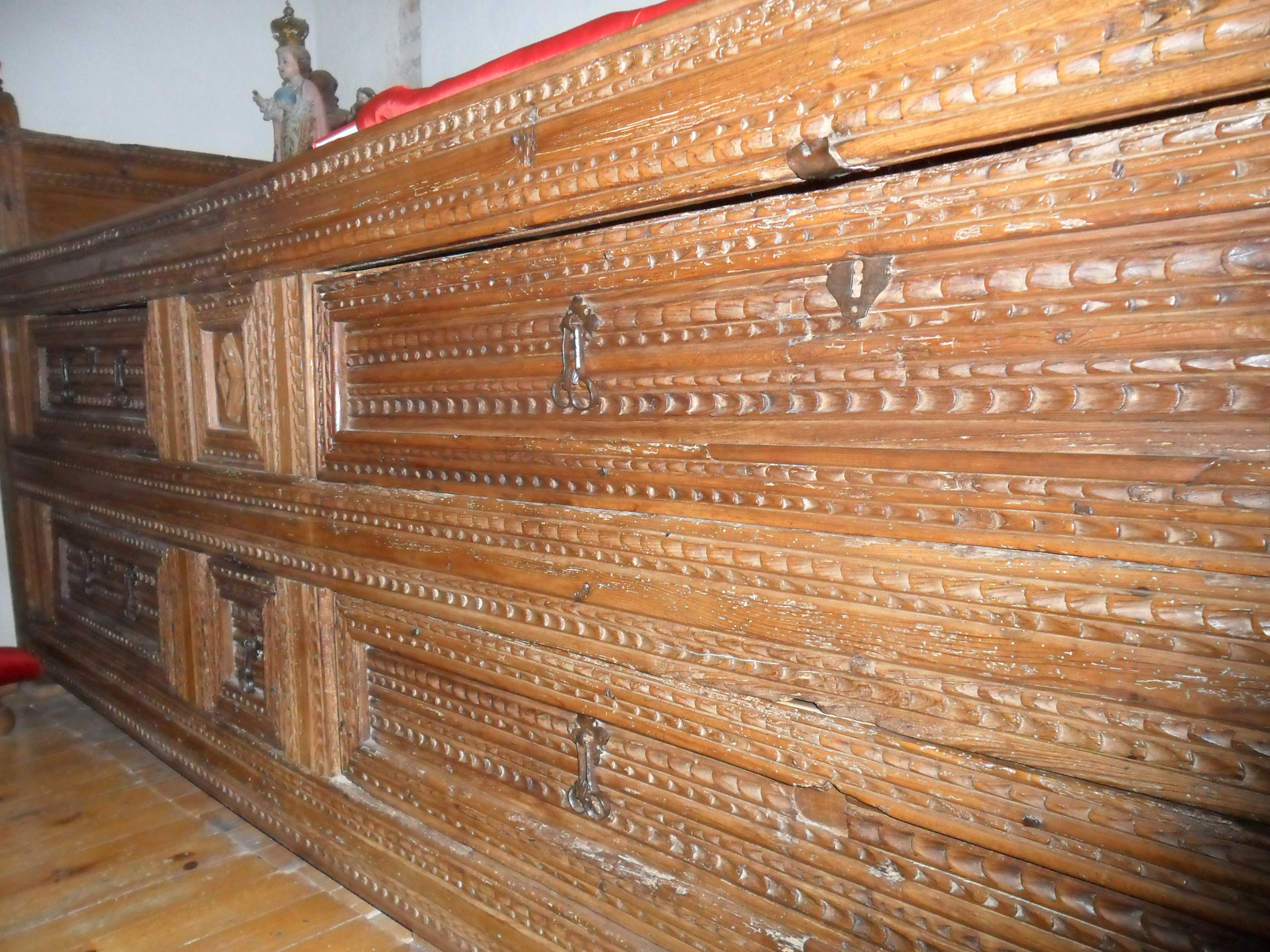
Cajonera

- Pila bautismal: siglo XV,[20] está fabricada en piedra de grandes dimensiones. Tanto los retablos como la pila bautismal han sido restaurados recientemente.[7]

Desde el año 2008 se realizan visitas guiadas en las cuales se muestra a los visitantes tanto el entorno de la iglesia como su interior.